# Вернойхен
Вернойхен (на немски: Werneuchen) е град в Германия, разположен в окръг Барним, провинция Бранденбург. Към 31 декември 2011 година населението на града е 7876 души.

## География
Градът се намира на североизток от столицата Берлин, в границите на метрополитната зона Берлин-Бранденбург.

## История
Селището е споменато за първи път в документ от 1247 година. Известно раздвижване в региона внася преминаването на железопътно трасе към Берлин, в края на 19 век. По-голяма промяна в живота на Вернойхен настъпва през 1937 г., когато там е открито летище на Луфтвафе - Изтребително училище 1 (Jagdfliegerschule 1). Там преди и по време на Втората световна война са обучени множество летци-изтребители. В тази школа в началото на 40-те години подготовка получават няколко групи български летци, които по-късно активно участват в отбраната на България срещу англо-американските бомбардировки през 1943 - 1944. Един от курсантите е и капитан Димитър Списаревски. След Втората световна война, летището във Вернойхен става съветска военновъздушна база, до 1993 г. След това остава летище за спортна авиация.